# 第22独立自動車化歩兵大隊 (ウクライナ陸軍)
第22独立自動車化歩兵大隊（だい22どくりつじどうしゃかほへいだいたい、ウクライナ語: 22-й окремий мотопіхотний батальйон）は、ウクライナ陸軍の大隊。第92独立強襲旅団隷下。

## 概要

### ドンバス戦争

#### ウクライナ領土防衛大隊
2014年4月25日、ドンバス戦争の影響に伴い、ウクライナ領土防衛大隊の第22ハルキウ領土防衛大隊としてハルキウ州ハルキウで創設された。
2014年5月からドンバス戦争に投入され、北東部ハルキウ州、東部ルハーンシク州、ドネツィク州に配備された。

#### ウクライナ陸軍
2014年11月、ウクライナ陸軍に編入し、第92独立機械化旅団隷下に配属され、第22独立自動車化歩兵大隊に改編された。

### ロシアのウクライナ侵攻

#### 北東部・ハルキウ戦線
2022年2月24日、ロシアのウクライナ侵攻では、ロシアと国境を接する北東部ハルキウ州ハルキウに配備された。侵攻初日に郊外の防衛線を突破され、ロシア軍に市内中心部まで侵攻されたが、3日間の市街戦の末に撃退し、両軍に大損害を出した。

## ギャラリー

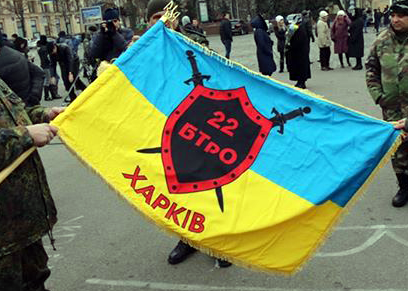

## 編制
- 大隊本部（ハルキウ）
- 第1自動車化歩兵中隊
- 第2自動車化歩兵中隊
- 第3自動車化歩兵中隊
- 火力支援中隊
- 迫撃砲中隊
- 偵察小隊
- 工兵小隊
- 整備小隊
- 補給小隊
- 通信小隊
- 衛生小隊